# إحصائيات هولندا

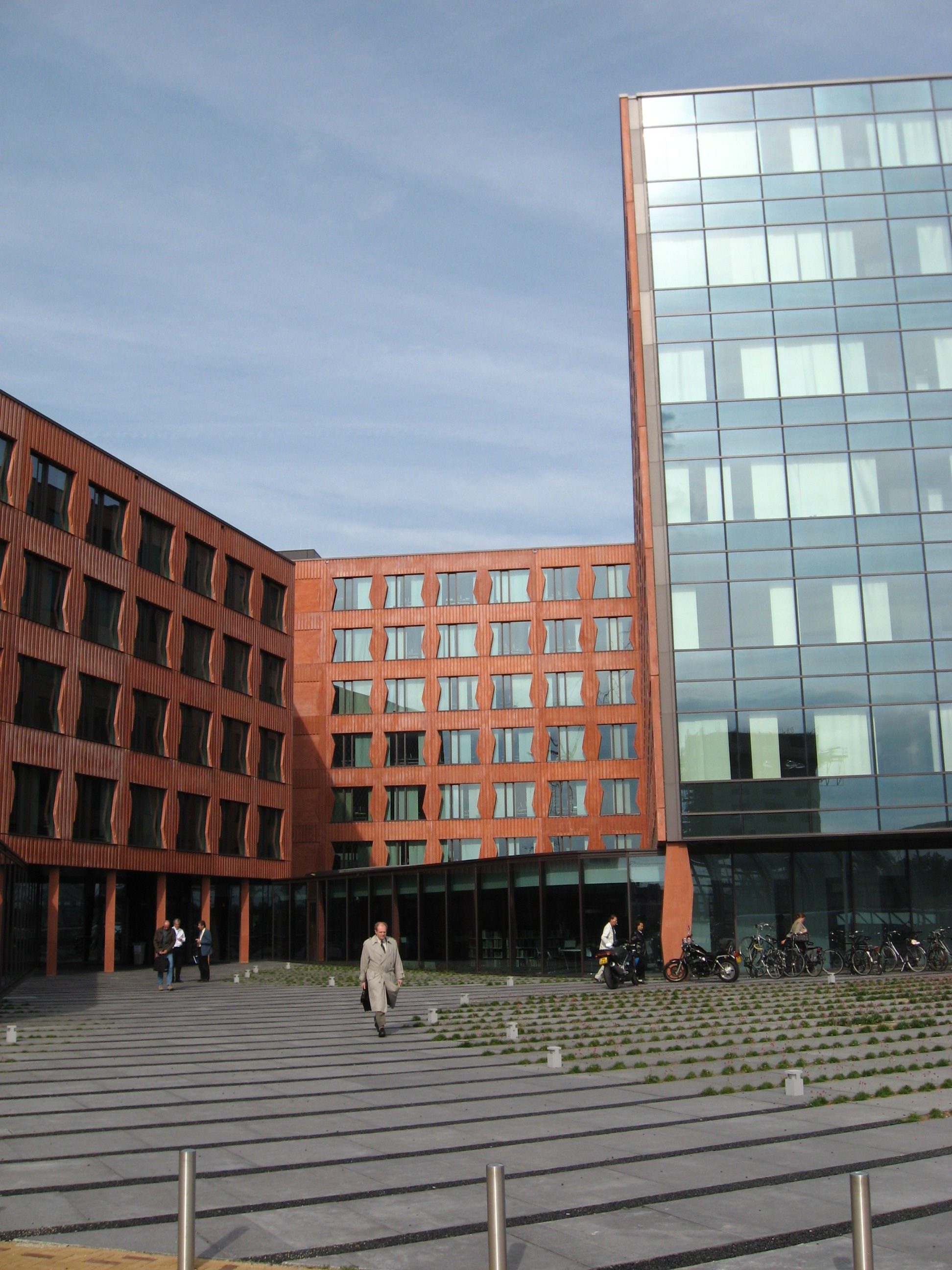
مكتب إحصائيات هولندا بمدينة لاهاي

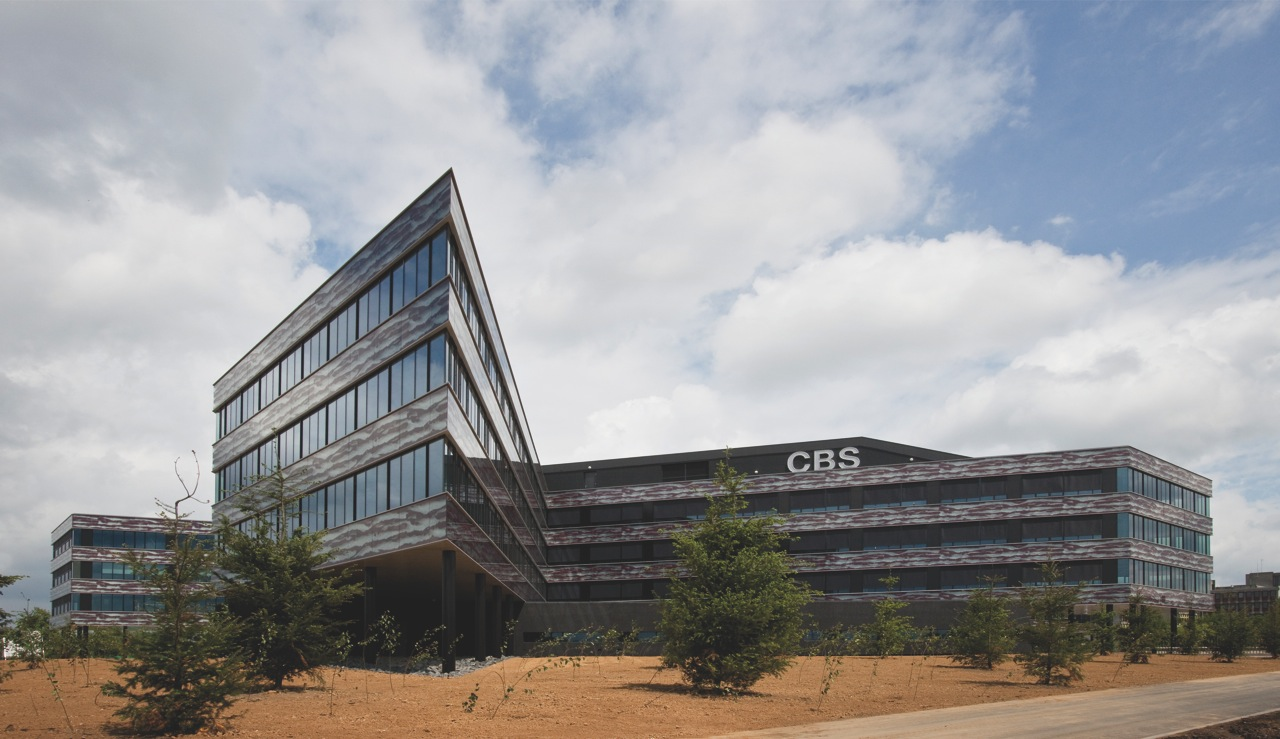
مكتب إحصائيات هولندا بمدينة هيرلن

مكتب إحصاءات هولندا (بالهولندية: Centraal Bureau voor de Statistiek وتعني الجهاز المركزي للإحصاء) ويشار إليه عادة بالحروف المختصرة CBS تأسس عام 1899م، وهو مؤسسة حكومية هولندية مهمتها جمع معلومات إحصائية عن هولندا، وهو قسم من وزارة الشؤون الاقتصادية الهولندية، ويقع في لاهاي وهيرلن. منذ 3 يناير 2004 أصبح هذا المركز منظمة قائمة بذاتها أو منظمة غير حكومية.
ويقوم المركز بجمع معلومات إحصائية حول، من بين أمور أخرى:
- النمو الاقتصادي
- تسعيرة الإستهلاك
- دخل الأشخاص والأسر

التعداد السكاني
- البطالة

والبرامج التي ينفذها الجهاز تحتاج أن يصدق عليها من قبل اللجنة المركزية للإحصاء. هذه اللجنة المستقلة يجب أن تحرس بحيادية الاستقلال والجودة والأهمية، واستمرارية الCBS وفقاً لقانون CBS عام 1996 (Wet op het Centraal bureau en de Centrale commissie voor de statistiek).